# Friendswood
Friendswood is een plaats (city) in de Amerikaanse staat Texas, en valt bestuurlijk gezien onder Galveston County en Harris County.

## Demografie
Bij de volkstelling in 2000 werd het aantal inwoners vastgesteld op 29037.
In 2006 is het aantal inwoners door het United States Census Bureau geschat op 33478, in 2010 op 35805 en in 2019 op 40290 inwoners

## Geografie
Volgens het United States Census Bureau beslaat de plaats een oppervlakte van
54,4 km², geheel bestaande uit land. Friendswood ligt op ongeveer 8 m boven zeeniveau.

## Plaatsen in de nabije omgeving
De onderstaande figuur toont nabijgelegen plaatsen in een straal van 16 km rond Friendswood.